# مايكل آدامز
مايكل آدامز (بالإنجليزية: Michael J. Adams)‏ (و. 1930 – 1967 م) هو ضابط، وطيار، ورائد فضاء، وطيار اختبار، ومهندس فضاء جوي أمريكي، ولد في ساكرامنتو، كاليفورنيا، ويحمل رتبة عسكرية رائد، توفي عن عمر يناهز 37 عاماً.

## التعليم
تعلم في كلية تدريب الطيارين الاختباريين الأمريكية ‏، وجامعة أوكلاهوما، وكلية مدينة ساكرامنتو ‏.

## الخدمة العسكرية
خدم في القوات الجوية الأمريكية.

## جوائز
حصل على جوائز منها:
- نوط الجو.